# Río Mcdonald
El río Mcdonald, popularmente conocido como el río Collett, es un río localizado en Queensland del norte (Australia).
El cabezal del río sube en las estribaciones del Great Dividing Range, sobre la península del cabo York. Formado por la confluencia de dos riachuelos, los flujos de río en dirección oeste finalmente desembocan en el golfo de Carpentaria, norte de Mapoon. El río desciende 14 metros (46 ft) sobre sus 12 kilómetros (7.5 millas) de curso.
El río tiene un área de captación de 2723 kilómetros cuadrados (1051 millas cuadradas) del cual un área de 105 kilómetros cuadrados (41 millas cuadradas) está compuesta por estuarios.